# Ferencsik János-emlékdíj
A Ferencsik János-emlékdíjat Ferencsik János egy hozzátartozója alapította a karmester emlékére. Eredetileg a díjat páratlan években az Állami Hangversenyzenekar, páros esztendőben pedig a Magyar Állami Operaház zenekarának egy művésze kapta, 2004-től csak az Operaház zenekarának kiemelkedő művészeit díjazzák. A díjjal járó emléklapot Reich Károly tervezte.

## Díjazottak
- 1987. január 18. - Állami Hangversenyzenekar - Dőry Zoltán koncertmester[1][2]
- 1988. január 18. - Operaház - Zempléni Tamás kürtművész[2]
- 1989. január 18. - Állami Hangversenyzenekar - Friedrich Ádám kürtművész[2][3]
- 1990. január 16. - Operaház - Bognár Margit hárfaművész[2]
- 1991. január 18. - Állami Hangversenyzenekar - Kaszás Mihály ütőhangszeres művész[2]
- 1992. január 29. - Operaház - Csorba Mária I. koncertmester[2]
- 1993. január 20. - Állami Hangversenyzenekar- Horváth László klarinétművész[2]
- 1994. január 18. - Operaház - Párkányi Tibor szólócsellista[2]
- 1995. január 11. - Állami Hangversenyzenekar - Koó Tamás csellóművész[2]
- 1996. január 29. - Operaház - Bánhegyi Géza klarinétművész[2]
- 1997. január 8. - Állami Hangversenyzenekar - Bársony László brácsaművész[2]
- 1998. február 16. - Operaház - Gábor Júlia fagottművész[2]
- 1999. január 18. - Nemzeti Filharmonikusok - Novák László gordonkaművész[2]
- 2000. január 26. - Operaház - Kiss-Domonkos Judit szólócsellista[2]
- 2001. - Nemzeti Filharmonikusok - Kácsik Jenő harsonaművész[2]
- 2002. február 11.- Operaház - Csánky Emília oboaművész[2]
- 2003-ban nem adták ki[2]
- 2004. Somorjai István trombitaművész (1. trombita)[1][2]
- 2005. Eiszrich Antal timpaniművész[2][4]
- 2006. Lukács Péter brácsaművész (szólóbrácsista)[5]
- 2007. Soltész Ágnes hegedűművész (koncertmester)[6]
- 2008.
- 2009. Nagy Csaba trombitaművész (1.trombita)[7]
- 2010. H. Zováthi Alajos nagybőgőművész, szólamvezető[8]
- 2011. Szabó Sándor harsonaművész[9]
- 2012. Rajka Imola hegedűművész (prím szólamvezető)[10]
- 2013.Ljudmila Romanovszkaja hegedűművész[11]
- 2014. Polonkai Judit fagottművész (1. fagott)[12]
- 2015. Czeglédi Zsolt trombitaművész (1.trombita)[12]
- 2016. Pólus László szólócsellista[12]
- 2017. Juhászné Peták Ágnes hárfaművész[12]
- 2018. Rácz János fuvolaművész (1. fuvola)[13]
- 2019. Kovács Judit hegedűművész[14]